# Trechus obtusus asturicus
Trechus obtusus asturicus é uma subespécie de insetos coleópteros pertencente à família Carabidae.
A autoridade científica da subespécie é Jeannel, tendo sido descrita no ano de 1921.
Trata-se de uma subespécie presente no território português.